# Færdselsbøde
 Denne artikel omhandler overvejende eller alene danske forhold. Hjælp gerne med at gøre artiklen mere almen.
En færdselsbøde er en bøde, der uddeles som straf for overtrædelse af færdselsloven.